# Tour de Pologne 2003
60. edycja wyścigu kolarskiego Tour de Pologne odbyła się w dniach 8–14 września 2003 roku. Rywalizację rozpoczęło 152 kolarzy z 19 grup zawodowych (w tym 6 polskich), oraz reprezentacji młodzieżowej Polski. Dziewięć ekip reprezentowało I dywizję (po raz pierwszy w tym gronie polski zespół – CCC Polsat), pięć II i pięć III. Ukończyło wyścig 66 kolarzy. Łączna długość wyścigu – 1233 km.
Pierwsze miejsce w klasyfikacji generalnej zajął Polak Cezary Zamana (Action Nvidia Mróz), drugie Włoch Andrea Noe (Alessio), a trzecie Belg Dave Bruylandts (Marlux Wincor Nixdorf).
Budżet imprezy wyniósł 600 tysięcy euro, a pula nagród 150 tysięcy dolarów. Nagrodą dla zwycięzcy oprócz Pucharu Premiera RP był samochód FIAT Punto Facelifting.

## Etapy
| Etap      | Data        | Start – meta                | Długość (km)      | Typ         | Zwycięzca etapu   | Lider             |
| --------- | ----------- | --------------------------- | ----------------- | ----------- | ----------------- | ----------------- |
| I etap    | 8 września  | Gdańsk – Gdynia             | 168,5             | płaski      | Simone Cadamuro   | Simone Cadamuro   |
| II etap   | 9 września  | Tczew – Olsztyn             | 202               | płaski      | Fabio Baldato     | Janek Tombak      |
| III etap  | 10 września | Ostróda – Bydgoszcz         | 204               | płaski      | Daniele Bennati   | Simone Cadamuro   |
| IV etap   | 11 września | Inowrocław – Kalisz         | 183               | płaski      | Sébastien Hinault | Sébastien Hinault |
| V etap    | 12 września | Oleśnica – Szklarska Poręba | 229               | pagórkowaty | Ruggero Marzoli   | Sébastien Hinault |
| VI etap   | 13 września | Piechowice – Karpacz        | 166,5             | górski      | Cezary Zamana     | Cezary Zamana     |
| VII etap  | 14 września | Jelenia Góra – Karpacz      | 61                | górski      | Hayden Roulston   | Cezary Zamana     |
| VIII etap | 14 września | Jelenia Góra – Karpacz      | 19 (ind. na czas) | górski      | Alberto Contador  | Cezary Zamana     |

## Końcowa klasyfikacja generalna
| Poz. | Zawodnik         | Kraj      | Zespół                           | Czas (średnia km/h)       |
| ---- | ---------------- | --------- | -------------------------------- | ------------------------- |
| 1.   | Cezary Zamana    | Polska    | Action Nvidia Mróz               | 29h 46' 11" (41,418 km/h) |
| 2.   | Andrea Noe       | Włochy    | Alessio                          | +01' 12"                  |
| 3.   | Dave Bruylandts  | Belgia    | Marlux Wincor Nixdorf            | +01' 46"                  |
| 4.   | Laurent Brochard | Francja   | AG2R Prévoyance                  | +01' 51"                  |
| 5.   | Marek Rutkiewicz | Polska    | Cofidis, Le Credit Par Telephone | +02' 00"                  |
| 6.   | Andrej Zinczenko | Rosja     | L.A. Pecol                       | +02' 50"                  |
| 7.   | Yon Bru          | Hiszpania | L.A. Pecol                       | +03' 12"                  |
| 8.   | Zbigniew Piątek  | Polska    | Action Nvidia Mróz               | +03' 19"                  |
| 9.   | Tomasz Brożyna   | Polska    | CCC Polsat                       | +03' 57"                  |
| 10.  | Piotr Przydział  | Polska    | CCC Polsat                       | +04' 16"                  |

## Inne klasyfikacje

### Klasyfikacja górska
| 1.  | Nuno Ribeiro      | Portugalia | 43 P. |
| 2.  | Koldo Gil Perez   | Hiszpania  | 40 P. |
| 3.  | Piotr Przydział   | Polska     | 17 P. |
| 4.  | Jens Voigt        | Niemcy     | 15 P. |
| 5.  | Dave Bruylandts   | Belgia     | 14 P. |
| 6.  | Zbigniew Piątek   | Polska     | 14 P. |
| 7.  | Cezary Zamana     | Polska     | 12 P. |
| 8.  | Kazimierz Stafiej | Polska     | 11 P. |
| 9.  | Yon Bru           | Hiszpania  | 10 P. |
| 10. | Marek Galiński    | Polska     | 8 P.  |

### Klasyfikacja najaktywniejszych
| 1.  | Kazimierz Stafiej  | Polska  | 17 P. |
| 2.  | Marcin Sapa        | Polska  | 14 P. |
| 3.  | Marek Galiński     | Polska  | 5 P.  |
| 4.  | Tomasz Kiendyś     | Polska  | 5 P.  |
| 5.  | Zbigniew Piątek    | Polska  | 4 P.  |
| 6.  | Jens Voigt         | Niemcy  | 4 P.  |
| 7.  | Sébastien Hinault  | Francja | 4 P.  |
| 8.  | Adam Wadecki       | Polska  | 3 P.  |
| 9.  | Florent Brard      | Francja | 3 P.  |
| 10. | Jarosław Rębiewski | Polska  | 3 P.  |

### Klasyfikacja punktowa
(od 2005 roku koszulka granatowa)
| 1.  | Yon Bru            | Hiszpania | 89 P. |
| 2.  | Laurent Brochard   | Francja   | 87 P. |
| 3.  | Cezary Zamana      | Polska    | 82 P. |
| 4.  | Andrea Noe         | Włochy    | 74 P. |
| 5.  | Dave Bruylandts    | Belgia    | 66 P. |
| 6.  | Marek Rutkiewicz   | Polska    | 65 P. |
| 7.  | Marcin Lewandowski | Polska    | 60 P. |
| 8.  | Sébastien Hinault  | Francja   | 53 P. |
| 9.  | Andrej Zinczenko   | Rosja     | 47 P. |
| 10. | Jens Voigt         | Niemcy    | 39 P. |

### Klasyfikacja drużynowa
| 1.  | L.A. Pecol                       | 89h 28' 41" |
| 2.  | CCC Polsat                       | +0h 05' 29" |
| 3.  | Alessio                          | +0h 11' 36" |
| 4.  | Action Nvidia Mróz               | +0h 13' 07" |
| 5.  | Marlux Wincor Nixdorf            | +0h 30' 17" |
| 6.  | AG2R Prévoyance                  | +0h 31' 49" |
| 7.  | Cofidis, Le Credit Par Telephone | +0h 37' 16" |
| 8.  | Legia Bazyliszek                 | +0h 37' 32" |
| 9.  | DHL – Servisco – Koop            | +1h 21' 17" |
| 10. | Mikomax Browar Staropolski       | +1h 43' 06" |